# Lareb
Das Lareb (Landelijke registratie evaluatie bijwerkingen) ist ein niederländisches Institut, das die Risiken des Einsatzes von Medikamenten und Impfstoffen in der täglichen Praxis identifiziert und Wissen darüber verbreitet. Das befindet sich in 's-Hertogenbosch. Für die Erfüllung gesetzlicher Aufgabe erhält es vom Ministerium für Gesundheit, Soziales und Sport einen Zuschuss. Agnes Kant ist seit 2013 Direktorin von Lareb.

## Geschichte
Das Lareb wurde in den 1980er Jahren auf Initiative des Apothekers Fred de Koning gegründet, der zusammen mit Apothekern und Ärzten aus der Region Tilburg das regionale Bewertungssystem für Nebenwirkungen einrichtete. 1991 wurde eine Stiftung gegründet, und in anderen Regionen folgten Zentren. Seit 1996 ist das Lareb-Zentrum für Nebenwirkungen eine juristische Person im Bereich der Pharmakovigilanz mit einer rechtlichen Aufgabe. Seit Januar 2001 wurde das Sicherheitsüberwachungsteam des RIVM-Zentrums für die Kontrolle von Infektionskrankheiten zum Lareb versetzt. Bis 2009 hatte Lareb Regionalbüros in fünf Lehrkrankenhäusern. Seit dem 1. Januar 2011 hat das Lareb den Teratologie-Informations-Service (TIS) und die Registrierung von Nebenwirkungen von Impfungen aus dem Nationalen Impfprogramm des RIVM übernommen.

## Aktivitäten
Lareb sammelt und analysiert Berichte über Nebenwirkungen von Medikamenten und Impfstoffen. Der TIS des Lareb ist auch das Wissenszentrum auf dem Gebiet der möglichen Auswirkungen des Drogenkonsums und anderer Expositionen auf die Schwangerschaft, das ungeborene Kind und die Stillzeit. Jedermann kann Lareb online oder brieflich eine (vermutete) Nebenwirkung melden. Im Jahr 2015 erhielt Lareb rund 24.000 Berichte. Alle diese Berichte sind in der nationalen Wissensdatenbank enthalten, die (über die Website) allgemein zugänglich ist. Bei Lareb arbeiten Ärzte und Apotheker, die alle Berichte bewerten und analysieren. Die Ergebnisse dieser Analysen stehen dem Medicines Evaluation Board zur Verfügung, das bei Bedarf Maßnahmen ergreifen kann.